# 星期六夜晚特殊品

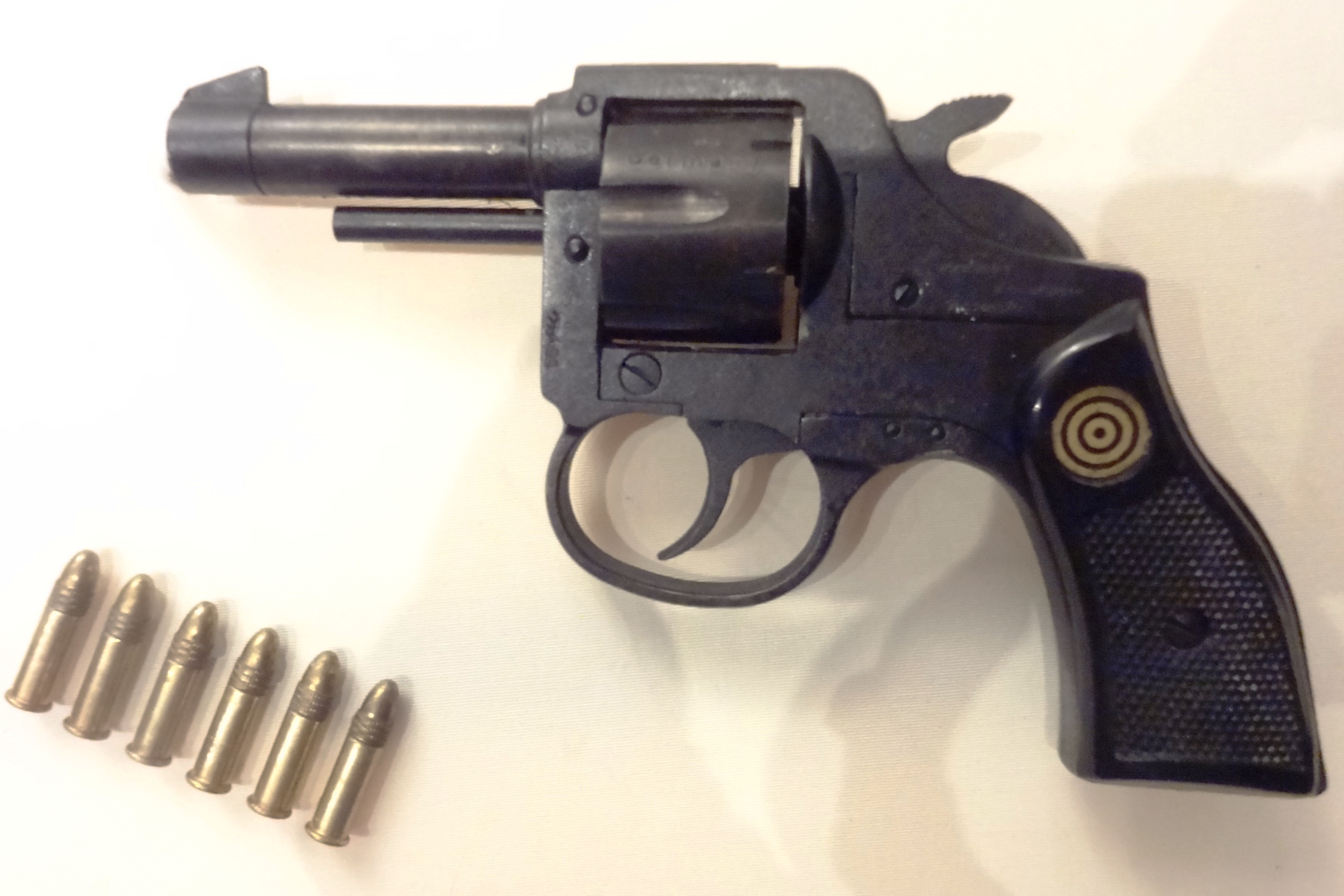
勒姆RG-14轉輪手槍是普遍公認的「星期六夜晚特殊品」

「星期六夜晚特殊品」（英語：Saturday night special）是一個在美國和加拿大境內使用的俚語，主要形容那些廉價和緊湊，但品質差劣的小口徑手槍。然而，這個術語目前在美加兩國的全國法律當中並没有官方定義。有些州份將「星期六夜晚特殊品」或「垃圾槍」（英語：Junk gun）透過槍枝的材料和強度來進行定義。在19世紀末到20世紀初，這些槍械普遍的被稱為“自殺特備品”（英語：Suicide special）。

## 定義
「星期六夜晚特殊品」是對一些品質差劣的廉價槍械的非正式用語（通常造工差劣或部件採用由以鋅基合金為例的廉價金屬製成），有時亦被用於有關槍械政策的討論 。儘管該術語常被用於暗指那些受犯罪份子青睞，並被他們用於犯罪的槍械，研究得出犯罪份子一般較偏愛高質量的槍械，尤其是大口徑，且便於隱蔽攜帶的型號。
法律定義上的「垃圾槍」通常指定使用特定物料生產的槍械，一般針對鋅鑄件、低熔點（通常為800華氏度）、粉末冶金和其他低成本製造技術。幾乎所有以這些方式生產的槍械都是發射低膛壓的手槍子彈，如：.22 LR、.25 ACP和.32 ACP等。這確保了槍枝在具備足夠的承受力及低重量的同時更具備低成本。這些低強度的材料和廉價組裝方式導致槍械的耐久度十分差劣，而且在稍遠距離可能已經無法命中目標。但考慮到這些槍械都是以自衛防身的前提下設計，精度和耐久度都不是首要的設計宗旨。

## 起源

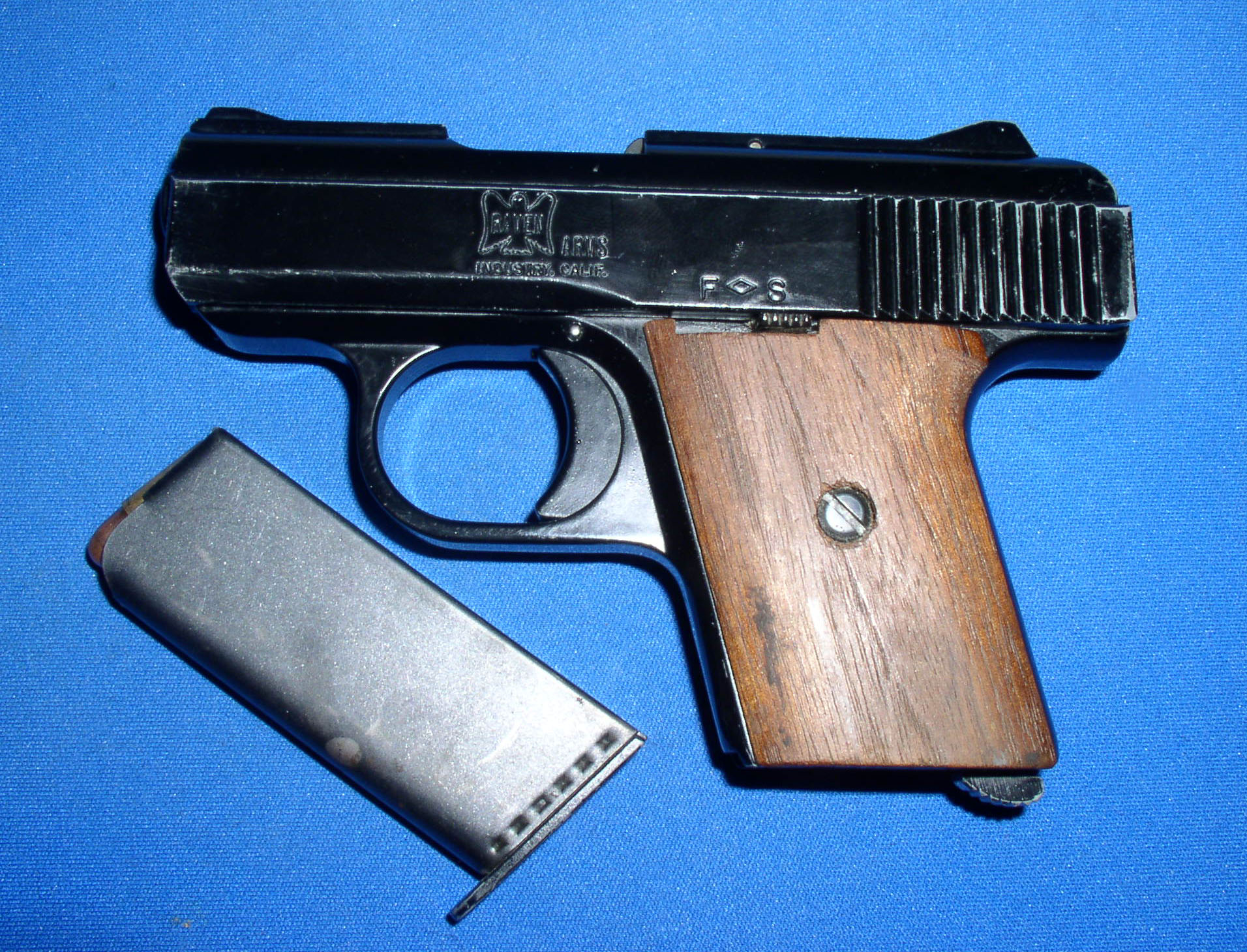
烏鴉武器MP-25手槍是由烏鴉武器生產，它是最早被列為生產廉價手槍的「火環」公司的槍械製造商

目前已知最早採用「星期六夜晚特殊品」這個術語的文章是源自1968年8月17日由《紐約時報》刊登的報章。在頭版文章中一篇由作家弗雷德·格雷厄姆所寫的《由美國支持的手槍進口》（Handgun Imports Held Up by U.S）中提到：「…便宜的小口徑『星期六夜晚特殊品』是賊人的至愛…」。
「星期六夜晚特殊品」的術語於1968年槍支管制法以後用得更加廣泛，這是因為該法案禁止了許多廉價槍械的進口和生產，包括由西德勒姆公司生產的轉輪手槍。由於被禁止進口，勒姆公司於邁阿密開了一間工廠繼續生產他們的槍械，同時在美國境內，許多公司也開始生產廉價手槍，當中較著名的有烏鴉武器、詹寧斯武器（後來先後更名為伯瑞克武器和吉梅內斯武器）、鳳凰武器、洛林工程公司、戴維斯工業、阿卡迪亞機器和工具以及聖丹斯工業。這些公司後來被統稱為「火環公司」（Ring of Fire companies） 。
擁槍者主張「星期六夜晚特殊品」是一句歧視用語，他們認為許多這些被禁止的槍枝通常是由低收入的黑人族群所購買。

## 問題

### 操作上的安全問題
儘管「星期六夜晚特殊品」生產成本低廉，目前在許多國家銷售的槍械必須通過特定的安全測試，尤其是一個需發射一發遠超出歐洲CIP或美國SAAMI壓力標準的高膛壓子彈的驗證測試。

### 犯罪用途
許多人常常把「星期六夜晚特殊品」視為廉價槍械，認為罪犯在作案後就會把它們抛棄，然而犯罪行為並不總是符合這種期望。一項於1985年進行的研究訪問了1,800名服役中的囚犯，得出的結論是他們當時更青睞轉輪手槍和其他非自動槍械而不是半自動手槍。
直到90年代初，罪犯才開始改用半自動手槍，恰逢撞上可卡因進入美國境內和暴力青年團伙的崛起。
不論如何，在美國境內十種常用犯罪槍械中有三種是定義為「星期六夜晚特殊品」的型號（這些都是警察要求追蹤的槍械，包括：烏鴉武器.25口徑型、.380口徑的戴維斯P-380和洛林L380），但同時最常用於謀殺案的槍械卻是一種大口徑轉輪手槍，而且没有任何一款轉輪手槍出現在十大追蹤槍械列表當中。

### 流通性
於2003年，美國全國有色人種協進會（NAACP）向45間槍械製造商提出訴訟，聲稱它們「疏忽營銷」手槍，包括一些被定義為「星期六夜晚特殊品」的型號，犯下了「公眾妨害罪」。該訴訟指控這些手槍生產商和經銷商以鼓勵在黑人和拉美裔社區實施暴力的方式營銷槍械。該指控最終被美國地方法官傑克·B·溫斯坦駁回，原因是NAACP的成員並不是在非法使用槍械案件中被「蓄意加害」的受害者，故不具有起訴資格。
支持擁槍人士認為封殺廉價槍械會限制受美國憲法保障的槍械權利。身為前種族平等大會主席和全國步槍協會理事會成員的羅伊·英尼斯指出：「要令人無法取得廉價槍支，換句話說就是要你通過金錢測驗來得到一把槍。它是最糟糕形式的種族主義。」種族平等大會曾在1985年的訴訟中擔任法院之友出庭，以挑戰馬里蘭州針對「星期六夜晚特殊品」／小口徑手槍的禁令。
彼得·羅西和詹姆斯·D·賴特兩人曾為國家司法研究所撰寫了一項研究，表明對「星期六夜晚特殊品」的禁令成效不大，而且適得其反。由卡托研究所的戴夫·科佩爾進行的一項政策分析更得出這樣的結論：「最有可能因極高價格或零流通率而無法獲得特定手槍的人並不是那些以犯罪為目的而武裝自己的重犯，因為他們更有可能使用搶來的武器。而是那些需要一把槍來保護自己免受罪犯攻擊的窮人，此時他們發現市場上最便宜的槍支仍然超出了他們能夠支付的價格。」